# Hand 2 Hand
Albums de Proof
Searching for Jerry Garcia
(2005) Mayor of Detroit
(2008)
Hand 2 Hand ou Big Proof & Iron Fist Records Presents: Hand 2 Hand - The Official Mixtape Instruction Manual est une mixtape de Proof, sortie le 7 mars 2006.
Distribuée sur son label Iron Fist Records, elle regroupe notamment des prestations de D12, Slum Village, 50 cent, Royce da 5'9" ou encore Purple Gang, Woof Pac et Supa Mc (artistes du label Iron Fist). Ayant connu une diffusion confidentielle, cette mixtape demeure le dernier projet important commercialisé du vivant de Proof.

## Liste des titres
| No  | Titre                                         | Interprète(s)          | Durée |
| --- | --------------------------------------------- | ---------------------- | ----- |
| 1.  | Intro                                         | Darcey, Dolo, & Malibu | 1:39  |
| 2.  | Times Up                                      | I.F. Soldiers          | 2:52  |
| 3.  | Wot Kind of Life                              | Purple Gang            | 2:10  |
| 4.  | Play Wit a Nut                                | Supa Emcee             | 2:14  |
| 5.  | 1+8 N Us                                      | Woof Pac               | 2:41  |
| 6.  | Rap Game RMX (featuring Melanie Rutherford)   | J-Hill                 | 2:29  |
| 7.  | Commercial Break                              | Big Proof              | 1:01  |
| 8.  | Macs & Pumps                                  | Purple Gang            | 2:56  |
| 9.  | Comin' Up with Lent                           | Proof et Malik Ameer   | 3:00  |
| 10. | Law Suit                                      | Swifty McVay           | 3:03  |
| 11. | Heart of the Streets                          | Supa Emcee             | 2:15  |
| 12. | Wot I Look Like?                              | Woof Pac               | 2:35  |
| 13. | Detroit City                                  | Quest M.C.O.D.Y.       | 2:10  |
| 14. | Remember When                                 | Marvwon                | 2:28  |
| 15. | Wudd Up                                       | Purple Gang            | 2:22  |
| 16. | The Beats, The Rhymes                         | Proof et Chino XL      | 3:33  |
| 17. | How I Got Over (featuring Melanie Rutherford) | J-Hill                 | 3:16  |
| 18. | Russian Roulette                              | Kuniva                 | 2:27  |
| 19. | This That Heat                                | Supa Emcee             | 2:03  |
| 20. | Gurls Wit Da Boom RMX (featuring Proof)       | Royce da 5'9"          | 2:36  |
| 21. | Riot                                          | Purple Gang            | 2:47  |
| 22. | Cap Session                                   | Big Proof              | 1:10  |
| 23. | Here We Come                                  | Woof Pac               | 2:33  |
| 24. | Ez Up RMX (featuring Proof)                   | Slum Village           | 2:30  |
| 25. | A.L. (featuring Falonda)                      | J-Hill                 | 2:27  |
| 26. | Talk It Over                                  | Hash                   | 4:01  |
| 27. | Reguardless (featuring Cutthroat)             | Tre Little             | 2:16  |
| 28. | Loose Wit Cannons                             | Cop Heavy              | 2:09  |
| 29. | Str8 Gutta                                    | Allan Dy               | 2:16  |
| 30. | Time                                          | Araphat                | 1:54  |
| 31. | Forgive Me RMX (featuring 50 Cent)            | D12                    | 4:21  |